# 클로이 베일리
클로이 엘리자베스 베일리(영어: Chloe Elizabeth Bailey, 1998년 7월 1일 ~ )는 미국의 가수, 배우이다. 여동생 핼리 베일리와 함께 클로이 x 할리로 활동하고 있다.